# فرودگاه شهری سیلاگوا
فرودگاه شهری سیلاگوا (به انگلیسی: Sylacauga Municipal Airport) (به زبان بومی: Merkel Field) یک فرودگاه همگانی بهره‌برداری هوایی است که یک باند فرود آسفالت دارد و طول باند آن ۱۶۴۳ متر است. این فرودگاه در کشور ایالات متحده آمریکا قرار دارد و در ارتفاع ۱۷۳ متری از سطح دریا واقع شده است.